# Бенароя, Авраам
Авраа́м Бенаро́я (болг. Аврам Елиезер Бенароя, греч. Αβραάμ Μπεναρόγια), 1887, Видин, Болгария — 16 мая 1979, Холон, Израиль) — болгарский и греческий социалист еврейского происхождения, журналист, один из основателей Коммунистической партии Греции, Всеобщей конфедерации рабочих Греции.

## Биография
Авраам Бенароя родился в городе Видин, в семье мелких торговцев, потомков еврейских переселенцев из Испании (марранов). Он учился на юридическом факультете Белградского университета, но не окончив обучения, вернулся в Болгарию, где стал учителем в Пловдиве. Увлечение идеями социализма привело его в ряды БРСДП (широких социалистов), Бенароя издал на болгарском языке работу «Еврейский вопрос и социальная демократия». Он был полиглотом: свободно владел шестью языками.
В 1908 году Авраам Бенароя переехал из Болгарии в Салоники, на территорию балканских владений Турции. Причиной этого могли быть преследования болгарских властей за социалистическую деятельность. В начале XX века Салоники были крупным городом с большой еврейской общиной (где также преобладали потомки испанских марранов), а после Младотурецкой революции появились и возможности для легальной пропаганды идей социализма. Бенароя стал одним из основателей рабочего движения в Салониках и Македонии.
Он сыграл ведущую роль в создании в мае-июне 1909 года в Салониках Социалистической рабочей федерации (ладино Federacion socialista laboradera, греч. Φεντερασιόν), в составе которой были образованы еврейская, болгарская, греческая, турецкая секции. Деятельность Социалистической рабочей федерации была официально разрешена турецкими властями, члены федерации первоначально поддерживали младотурок. В апреле 1909 года македонские четы Чернопеева и Санданского приняли участие в походе младотурок на Стамбул, с целью пресечь контрреволюционный переворот Абдул-Гамида II. Одним из участников этого похода был Бенароя.
Но позднее, по мере усиления влияния Социалистической рабочей федерации в массах, союз с младотурками был разорван, члены федерации стали преследоваться младотурецким правительством, сам Бенароя подвергался аресту. Он был редактором печатного органа Социалистической рабочей федерации — газеты «Солидаридад Оврадера» (Рабочая солидарность), выходившей на языке ладино.
После Балканских войн (1912—1913) Салоники вошли в состав Греции, Авраам Бенароя принял участие в политической жизни Греции. В декабре 1915 года он был избран в состав греческого парламента и заседал в нём до 1917 года. Во многом благодаря его усилиям, была создана Всеобщая конфедерация рабочих Греции. Бенароя был одним из основателей в ноябре 1918 года Социалистической рабочей партии Греции (Σοσιαλιστικό Εργατικό Κόμμα Ελλάδος), позднее преобразованной в Коммунистическую партию Греции. На учредительном съезде Социалистической рабочей партии Греции (17-23 ноября 1918) в Пирее Авраам Бенароя был лидером центристов, стремился примирить взгляды правых и левых социалистов. Новое движение преследовалось правительством после того, как организовало в 1919 г. всеобщую стачку.
В 1922 году Бенароя был осуждён, как ответственный за инциденты, произошедшие во время забастовки в Волосе. Тогда же Бенароя неожиданно выступил против тенденции большевизации социалистического движения в Греции и в 1924 году Третий Чрезвычайный съезд Социалистической рабочей партии Греции исключил его из своих рядов, как оппортуниста. Вместе с Аристотелем Сидерисом и Никосом Димитратосом, он попытался организовать новую социалистическую партию, но она не получила массового признания.
В дальнейшем, Авраам Бенароя занимался проблемами еврейской общины в Салониках. Его сын погиб во время Итало-греческой войны, после оккупации Греции немецкими войсками вся семья была депортирована в Германию и уничтожена в концентрационном лагере. Но сам Авраам Бенароя остался жив, после окончания войны вернулся в Грецию, попытался вернуться в политику, приняв участие в деятельности про-социалистической партии А. Сволоса и И. Циримокоса. В 1953 году он эмигрировал в Израиль, где продолжал публицистическую деятельность, в своих публикациях подвергал резкой критике политику СССР. В 1976 году был опубликован его труд «Первые шаги греческого пролетариата» (Η πρώτη σταδιοδρομία του ελληνικού προλεταριάτου). Авраам Бенароя прожил до глубокой старости, скончавшись в возрасте 92 лет.